# Флаг Палехского района
Флаг Па́лехского района — официальный символ Палехского муниципального района Ивановской области Российской Федерации.
Флаг утверждён 24 июня 2004 года и внесён в Государственный геральдический регистр Российской Федерации с присвоением регистрационного номера 1507.
Флаг составлен на основе герба Палехского района по правилам и соответствующим традициям вексиллологии и отражает исторические, социально-экономические, национальные и иные местные традиции.

## Описание
«Флаг Палехского муниципального района представляет собой прямоугольное полотнище с отношением ширины к длине 2:3, разделённое на две неравные части — выпуклую чёрную у древка и вогнутую жёлтую у свободного края — дугообразной линией, проходящей от нижнего угла у древка к верхней стороне полотнища (на расстоянии от древка, равном 2/3 длины полотнища); в чёрной части воспроизведена взлетающая жёлтая, с оранжевыми контурами, жар-птица; её хвост накрывает жёлтую часть полотнища, образующую исходящее от крыльев сияние».

## Символика
Флаг Палехского муниципального района разработан на основе герба района, в основу которого положено знаменитое на весь мир направление русского народного искусства миниатюрной живописи, т. н. палехской лаковой миниатюры.
Палехская лаковая миниатюра возникла в 1924 году в посёлке Палех — центре современного одноимённого района, на основе местного иконописного промысла, известного с конца XVII века. Для изделий Палехской миниатюры (бытовые, фольклорные, исторические сюжеты), выполненных яркими локальными красками по чёрному фону, характерны тонкий плавный рисунок, обилие жёлтого цвета, изящество удлинённых фигур.
Множество сказаний и легенд бытует сегодня о происхождении посёлка, об искусстве палехских мастеров. И самая известная легенда о том, что Палех — родина Жар-птицы.
Жар-птица — символ красоты, сказочности, утончённости как нельзя лучше отражает удивительно поэтичные и вместе с тем немногословные и возвышенные образы. В проявлении этой строгой фантазии и состоит уникальность палехской миниатюры.
Жёлтый цвет (золото) — символ богатства, величия, постоянства, прочности, силы, великодушия, интеллекта и солнечного света.
Чёрный цвет символизирует мудрость, скромность, честность.